# Bentley Little
Œuvres principales
- Révélation (1990)
- L'Ignoré (1997)

Bentley Little, né en 1960 à Mesa en Arizona, est un auteur américain de romans d'horreur.

## Histoire personnelle
Le premier roman de Bentley Little, Révélation, fut publié par la St. Martin Press en 1990, et il remporta le prix Bram Stoker du meilleur premier roman cette même année. Ce livre vaudra à son auteur d'être qualifié par Stephen King de « maître du macabre ». Son roman The Summoning a été nommé pour le prix Bram Stoker du meilleur roman 1993.

## Adaptations
La nouvelle The Washingtonians a été adaptée à l'écran en 2007 dans la seconde saison de la série Les Maîtres de l'horreur.
La même année, le Hollywood Reporter a annoncé que l'adaptation cinématographique de son ouvrage The Store était en développement chez Strike Entertainment. Le script doit être adapté par Jenna McGrath, avec Marc Abraham et Eric Newman à la production et Vince Gerardis, Eli Kirschner et Tom Bliss à la production exécutive.

## Œuvres

### Romans
- Révélation, Pocket, 1999 ((en) The Revelation, 1990)
- Le Postier, Pocket, 1995 ((en) The Mailman, 1991)
- (en) Death Instinct, 1992Publié sous le nom de Phillip Emmons
- (en) The Summoning, 1993
- (en) The Night School, 1994Publié sous le titre University en 1995
- (en) Dominion, 1996
- L'Ignoré, Presses de la Cité, 2001 ((en) The Ignored, 1997)
- (en) Guests, 1997Publié sous le titre The Town en 2000
- (en) The Store, 1998
- (en) The House, 1999
- (en) The Walking, 2000
- Sous haute surveillance, Presses de la Cité, 2003 ((en) The Association, 2001)
- (en) The Return, 2002
- (en) The Policy, 2003
- (en) The Resort, 2004
- (en) Dispatch, 2005
- (en) The Burning, 2006
- (en) The Vanishing, 2007
- (en) The Academy, 2008
- (en) His Father's Son, 2009
- (en) The Disappearance, 2010
- (en) The Haunted, 2012

### Recueils de nouvelles
- (en) Murmurous Haunts, 1997
- (en) The Collection, 2002
- (en) Four Dark Nights, 2002Écrit avec Douglas Clegg, Christopher Golden et Tom Piccirilli.
- (en) Indignities of the Flesh, 2012

### Nouvelles
- (en) Witch Woman, 1985
- (en) Miles to Go Before I Sleep, 1991Parue dans The Nightmares on Elm Street: Freddy Krueger's Seven Sweetest Dreams édité par Martin H. Greenberg
- (en) The Potato, 1991
- (en) The Washingtonians, 1992
- (en) The Man in the Passenger Seat, 1993
- (en) Monteith, 1993
- (en) From the Mouths of Babes, 1994
- (en) The Numbers Game, 1994
- (en) The Pond, 1994
- (en) See Marilyn Monroe's Panties!, 1995
- (en) Life With Father, 1998
- (en) Connie, 1999
- (en) The Theatre, 1999
- (en) After the Date, 2005Parue dans le numéro 5 de The Horror Express Magazine édité par Marc Shemmans
- (en) Pop Star in The Ugly Bar, 2005
- (en) Brushing, 2007Parue dans Old Blood, New Souls édité par Marc Shemmans
- (en) Miracle, 2012Parue The Horror Express Volume 2 édité par Marc Shemmans